# Приволье (Криничанский район)
Приволье (укр. Привілля) — село,
Катеринопольский сельский совет,
Криничанский район,
Днепропетровская область,
Украина.
Код КОАТУУ — 1222083009. Население по переписи 2001 года составляло 28 человек.

## Географическое положение
Село Приволье находится на расстоянии в 0,5 км от села Заря и в 1,5 км от пгт Божедаровка.
Рядом проходит автомобильная дорога М-04 (E 50).

## История
- В 1946 г. село Фрайлебен переименовано в Приволье[3].

По другим сведениям, еврейская земледельческая колония Фрайлебен была включена в черту села Приволье.